# Ái luyến béo mập

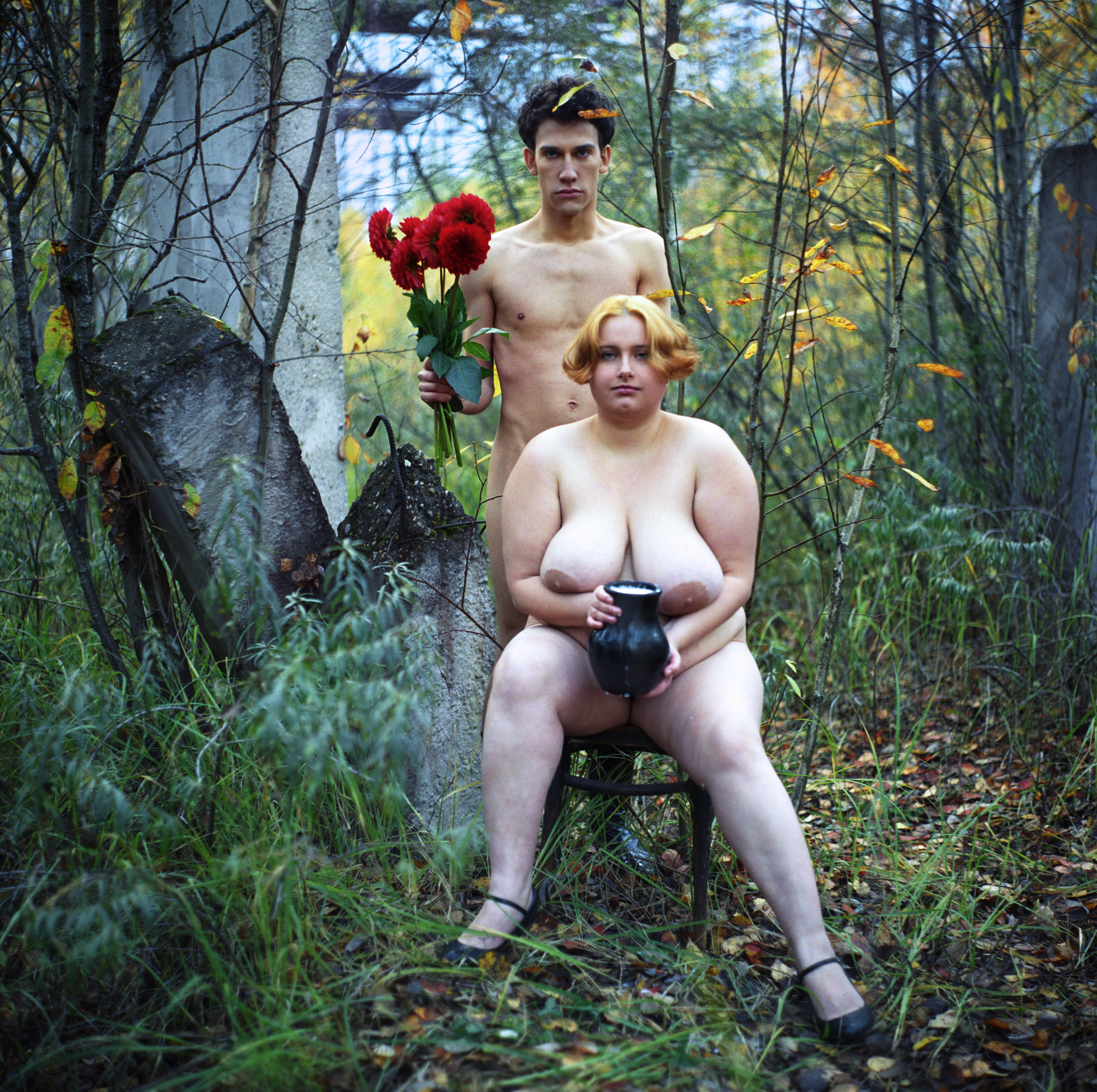
Một chàng trai với người yêu béo phì quá khổ

Ái luyến béo mập (Fat fetishism) hay Tôn sùng béo phì hay còn gọi là Chứng cuồng mập (Adipophilia, xuất phát từ tiếng Latin: Adeps có nghĩa là "béo mập", "mỡ màng" và φιλία có nghĩa là "luyến ái", "tình yêu") là một sự hấp dẫn tình dục hướng đến những người thừa cân hoặc béo phì chủ yếu là do cân nặng và kích thước của họ. Đây là trạng thái, trong đó một người có sự hấp dẫn hoặc hưng phấn tình dục đặc biệt đối với những người có thân hình mập mạp, béo phì, đẫy đà. Sự hấp dẫn này có thể xuất phát từ nhiều khía cạnh khác nhau của cơ thể mập mạp, như kích thước, hình dạng, cảm giác chạm vào, hoặc sự liên tưởng đến sự sung túc, ấm áp. Một dạng cuồng mập là sự "tăng mỡ" và “tăng trọng”, trong đó sự thỏa mãn tình dục đạt được từ quá trình tăng mỡ, hoặc giúp người khác tăng cân, tăng mỡ (sở thích cho ăn và vỗ béo bạn tình), không nhất thiết phải đến từ lượng mỡ đó, mặc dù có nhiều điểm tương đồng giữa hai nhóm này. Chứng cuồng mập cũng bao gồm việc cho "ăn nhiều" và "bồi mỡ" (vỗ béo), trong khi trọng tâm của "kích thích tình dục" là cảm giác và đặc tính của việc tăng mỡ thật hoặc giả tăng cân, nó thể bao gồm cả sự hấp dẫn với việc nhìn thấy một người tăng cân, hoặc việc khuyến khích người khác tăng cân, hoặc bị kích thích từ quá trình cho ăn và được vỗ béo để đạt được trạng thái béo phì.

## Đại cương
Đây là dạng luyến ái những người có thân hình mập mạp, đẫy đà, múm mím khi một người bị hấp dẫn bởi những người có thân hình mập mạp hoặc béo phì. Sự hấp dẫn này có thể là về mặt thể chất, cảm xúc, hoặc cả hai. Những người này thường đánh giá cao vẻ đẹp và sự gợi cảm của cơ thể to béo. Về việc vỗ béo, đây là một dạng phức tạp hơn, nơi sự hưng phấn tình dục đến từ việc cho người khác ăn để họ tăng cân (người "chăm bẵm") hoặc chính bản thân được vỗ béo và tăng cân. Người chăm nuôi có khoái cảm khi khuyến khích, cổ võ, cung cấp, nhồi nhét thức ăn, hoặc giúp đỡ người khác tăng cân, họ có thể tận hưởng quá trình nhìn thấy cơ thể đối tác thay đổi. Người được vỗ béo lại có khoái cảm khi được cho ăn và tăng cân. Sự hưng phấn có thể đến từ cảm giác no, nặng nề, hoặc sự biến đổi của cơ thể. Ngoài ra còn sở thích bị chèn ép, đè bẹp là sở thích tình dục khi một người bị hấp dẫn bởi ý tưởng hoặc hành động bị một người mập mạp đè lên, ép sát vào cơ thể dẫn đến sự hưng phấn với cảm giác nặng nề, áp lực. Cộng đồng cuồng mỡ khi hoạt động đã trùng hợp với các phong trào tích cực về cơ thể và nữ quyền béo mập và Hiệp hội Quốc gia Thúc đẩy Chấp nhận Béo phì (NAAFA) thành lập và hoạt động như một tổ chức vận động cho người béo mập, nhưng một phần cũng để giúp những người đàn ông mắc chúng cuồng mỡ và những người hâm mộ sự đẫy đà (FA) khác tìm kiếm những phụ nữ béo mập, thừa cân để hẹn hò và quan hệ tình dục. 
Chứng cuồng mỡ, xét về mặt cộng đồng, chủ yếu là dị tính, tập trung vào mối quan hệ cặp đôi giữa người phụ nữ béo và người đàn ông gầy. Chứng cuồng mỡ bao gồm cả cộng đồng ngoài đời thực và trên mạng. Các hình thức và tiểu văn hóa cuồng mỡ bao gồm:
- Nghiện xem phim khiêu dâm trên mạng, xem hình ảnh, tương tác mạng xã hội với thể loại những phụ nữ béo phì khêu gợi.
- Nghiện thể loại Hentai vú bự Bakunyū (爆乳).
- Thực hiện những hành vi đồi bại được gọi là “săn lợn mập” (“Hogging”) tức một dạng hành vi hiếp dâm tập thể mà khi những đàn ông săn tìm những phụ nữ béo mập để làm nhục cho hả hê khoái trá.
- Hội chứng nghiện bị chèn ép ("Squishing") tức là ham muốn tình dục với ý tưởng bị một hoặc nhiều người béo mập đè bẹp[4].

Theo The Routledge Companion to Beauty Politics thì "các động lực quyền lực theo giới tính, chủng tộc và giai cấp của nhiều nền văn hóa phụ này thường phản ánh, củng cố và thậm chí phóng đại các bất bình đẳng hiện có về chủng tộc, giới tính, giai cấp và tình dục". Cộng đồng tăng cân đồng tính phát triển từ phong trào Girth & Mirth vào những năm 70. Đến năm 1988, đã có những bản tin dành riêng cho người tăng cân, và năm 1992, sự kiện tăng cân đầu tiên, được gọi là EncourageCon, được tổ chức tại New Hope, Pennsylvania. Năm 1996, GainRWeb ra mắt, trang web đầu tiên dành riêng cho nam giới đồng tính muốn tăng cân.
Chứng cuồng mỡ còn bao gồm việc "tăng cân" và "nuôi dưỡng", tức là ăn để tăng cân một cách có chủ đích và được sự đồng thuận, cổ vũ, cổ xúy của cả hai. Người chăm cho tăng cân và người được cho ăn là những người thích thú với ảo tưởng hoặc thực tế được cho ăn và/hoặc tăng cân. Người khuyến khích và người cho ăn thường thích thú với ảo tưởng giúp người khác tăng cân.  Một số trường hợp có thể kể đến như:
- Bà mẹ đơn thân người Mỹ Patty Sanchez, 52 tuổi, sống tại bang Nevada có cân nặng hơn 300 kg, cô từng mong muốn trở thành người phụ nữ béo nhất thế giới khi được bạn trai cũ cổ vũ nên vào thời kỳ đỉnh điểm, cô nặng tới 323 kg, mỗi ngày tiêu thụ tới 13.000 calo[7]. Sau khi chia tay người yêu cũ, cô đã có màn giảm cân ngoạn mục khi gặp người yêu mới, Patty quyết định giảm cân và sau ba tháng, Patt đã giảm được 19 kg, cô cùng bại trai chăm chỉ làm "chuyện ấy" và đốt nhiều calo trong phòng ngủ nên Patty chỉ nặng hơn 200 kg giúp di chuyển và hoạt động, trước đây cô quá béo để làm bất cứ điều gì, nhưng cô đã tiếp tục giảm cân"[8].
- Cô gái mập nhất nước Anh bị bạn trai chia tay vì giảm cân, là trường hợp của Georgia Davis sống ở Aberdare, Vương quốc Anh, người đã từng nặng 380kg và gặp Matthew Takel nhưng mối quan hệ của họ đã trở nên xấu đi. Một người phụ nữ hiện nay nặng 250kg được biết đã bị bán trai đá sau khi giảm cân. Vào lúc đỉnh điểm, cô từng nặng tới 380kg và được biết đến như thiếu niên béo nhất nước Anh nhưng mong muốn giảm cân của cô dường như không phù hợp với người yêu Matthew Takel vốn chỉ nặng 57kg. Matthew đã cảm thấy như bị bỏ rơi khi bạn gái tập trung vào giảm béo thay vì chú ý đến anh này, việc giảm cân được nhận định như một yếu tố quyết định dẫn tới việc chia tay, cũng như cặp đôi có nhiều sự khác biệt. Georgia nặng 210 kg vào năm 2008, khiến cô trở thành thiếu nữ béo nhất nước Anh. Sau khi đến Mỹ để tham dự một trại giảm cân, cô đã gảm gần nửa trọng lượng cơ thể, còn 114kg. Nhưng sau khi trở về Anh, cô bắt đầu ăn tới 13.000 calo mỗi ngày và cuối cùng tăng lên tới 380kg[9].
- Cô gái người Mỹ Monica Riley từng rất tự hào về thân hình đồ sộ của mình, cô ước ao được trở thành người phụ nữ béo nhất thế giới. Vào thời điểm 27 tuổi đã nặng 317 kg nhưng cô gái bang Texas không hề có ý định giảm cân mà cô muốn tăng gần 100 kg nữa, cô muốn cân nặng của mình tăng nữa, chạm mốc 400 kg, để trở thành người phụ nữ mập nhất thế giới. Monica rất tự tin làm được điều đó, vì bạn trai cô là Sid luôn khuyến khích, động viên bạn gái ăn thật nhiều. Có những lúc cô quá mệt mỏi để nhai, Sid dùng phễu hỗ trợ, đổ thức ăn vào miệng cô. Cả hai vẫn có đời sống tình dục tuyệt vời dù thân hình nặng nề, cô cũng không lo về việc béo quá trở nên bất động vì bạn trai sẽ giúp cô làm mọi thứ: "Nếu không thể đi, tôi sẽ như nữ hoàng để Sid phục vụ và giúp đỡ tôi. Anh ấy rất hạnh phúc về điều đó. Sid đã quen với việc giúp tôi ra khỏi ghế sofa và giường mỗi ngày"[10].

Trước đây, Monica nặng khoảng 150 kg, cô có ý định đi phẫu thuật để giảm cân. Tuy nhiên vào phút chót, cô đã thay đổi quyết định và giữ thân hình. Monica rất tự hào về cơ thể mình. Mỗi ngày cô ăn tới 10.000 calo và không làm gì hết. Anh chàng Sid thì lúc nào cũng khen cô xinh đẹp và sẵn sàng nấu ăn phục vụ bạn gái dù đêm hay ngày. Năm 2016, cô nặng tới 317kg và vẫn cố gắng tăng cân thêm để đạt mốc 400kg. Mục tiêu của Monica nhận được sự cổ vũ nhiệt tình từ người bạn trai. Thậm chí những lúc Riley lười nhai, bạn trai của cô sẽ giúp đổ thức ăn vào miệng Riley qua một chiếc phễu để cô có thể tiêu hóa dễ dàng hơn. Từ người phụ nữ béo nhất thế giới với cân nặng 317kg, Monica Riley lại quyết định giảm cân để được sinh con an toàn sau 2 lần bị sẩy thai. Với mong muốn giảm xuống dưới 150kg, bà mẹ dự định sẽ tiến hành một cuộc phẫu thuật dạ dày trong tương lai để có sức khỏe tốt hơn.

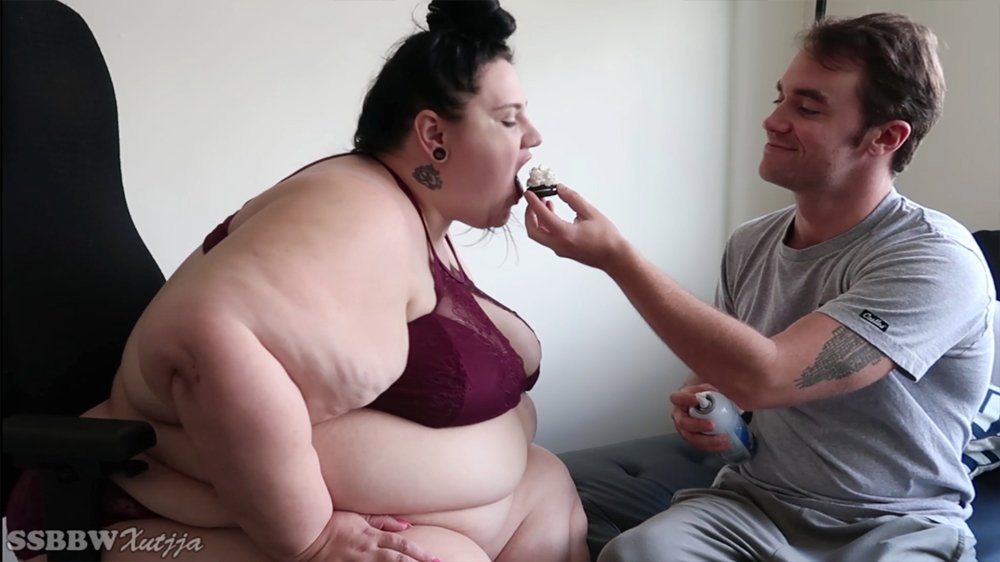
Nam cho ăn và nữ được vỗ béo
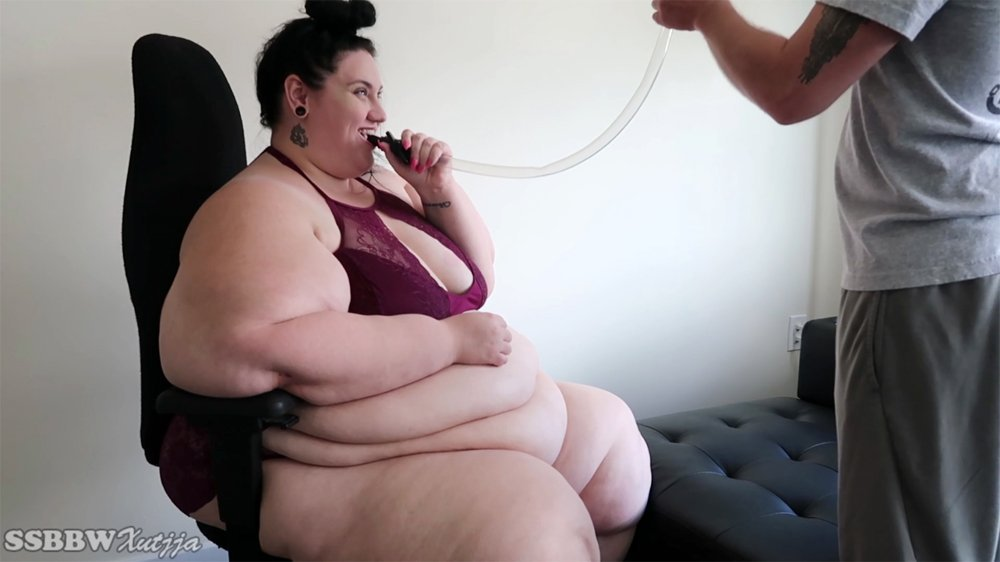
Nam cho ăn và nữ được vỗ béo
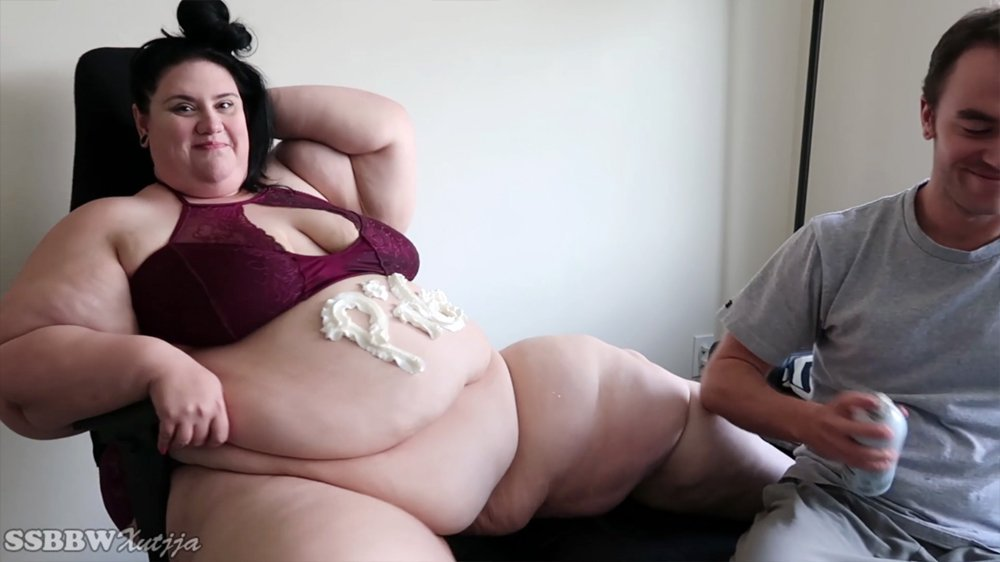
Nam cho ăn và nữ được vỗ béo
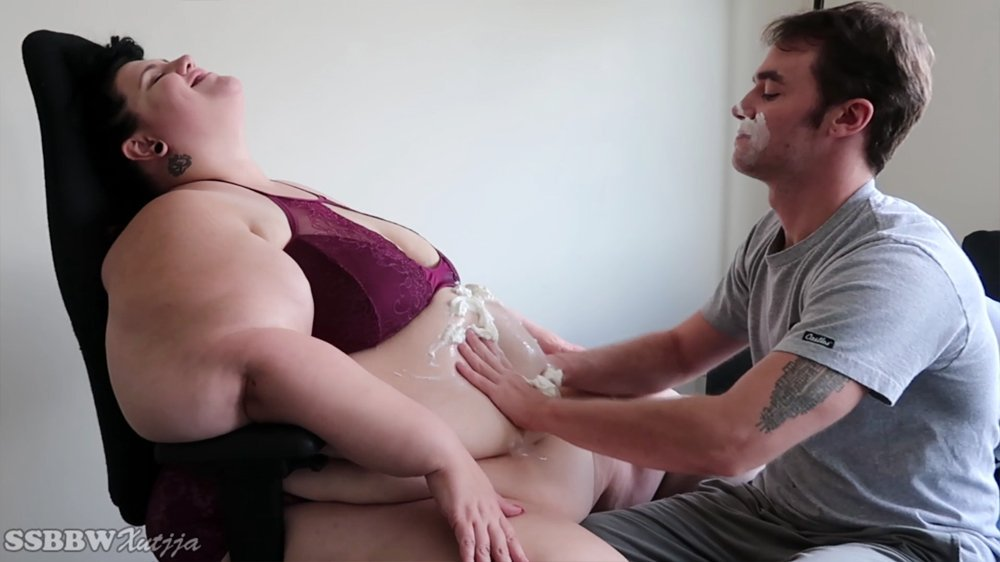
Nam cho ăn và nữ được vỗ béo

## Về xã hội
Nhà xã hội học Abigail C. Saguy đã đề xuất rằng bằng cách đối tượng hóa cân nặng của phụ nữ, họ đang củng cố tầm quan trọng về mặt văn hóa của cân nặng đối với ngoại hình của phụ nữ, do đó cũng củng cố bất bình đẳng giới. Điều này có thể thấy trong thể loại Bakunyū (爆乳) là một trong những thể loại phổ biến và đặc trưng nhất trong thế giới Hentai (anime/manga khiêu dâm của Nhật Bản), theo đó Bakunyū có nghĩa đen là "bầu ngực nổ tung" hoặc "bộ ngực cực khủng" dùng để chỉ một dạng ái luyến (fetish) tập trung vào việc mô tả các nhân vật nữ có bộ ngực lớn một cách phi thực tế, thậm chí dị thường. Bộ ngực trong Bakunyū thường được vẽ với kích thước khổng lồ, vượt xa tỷ lệ cơ thể bình thường (phì đại vú). Kích thước này không chỉ lớn mà còn thường "nảy nở" đến mức phi lý. Các họa sĩ còn đặc biệt chú trọng đến việc mô tả sự rung lắc, biến dạng và chuyển động của bộ ngực khi nhân vật di chuyển, nhảy, hoặc tham gia vào các hoạt động tình dục. Sự "nẩy" và "dao động" giống như những quả bóng nước cao su này là một phần quan trọng của sức hấp dẫn thị giác. Các cảnh trong thể loại này thường tập trung vào những hành vi tương tác trực tiếp với bộ ngực như bóp (揉み-momi), bú mớm (おっぱい-oppai), vùi mặt ngập vào bộ ngực khủng, hoặc dùng bộ ngực như một phần của hành vi tình dục (như bóp cổ, đè nén). Mặc dù kích thước lớn, bộ ngực thường được vẽ với độ mềm mại, căng tròn và nhạy cảm cao, nhấn mạnh tính chất nhục cảm và khoái cảm. Sự đồ sộ và chuyển động của bộ ngực tạo ra một hiệu ứng thị giác ấn tượng, dễ dàng thu hút sự chú ý. Một số tác phẩm Bakunyū có thể kết hợp với các hình tượng nhân vật có vẻ ngoài ngây thơ nhưng lại có bộ ngực "khủng", tạo ra sự tương phản. 
Người được lợi và người khuyến khích là những nhãn hiệu phổ biến trong giới nam giới đồng tính, trong khi cả nam giới và phụ nữ dị tính cũng như phụ nữ đồng tính nữ thường tự nhận mình là “người cho đi” và “người nhận lại”. Một số người thích thuật ngữ "chủ nghĩa cho ăn" (feedism) hơn là “người được cho ăn” (feederism), vì nó gợi ý mối quan hệ bình đẳng hơn giữa người cho ăn và người được cho ăn. Trong khi việc tăng cân và ăn uống thường được coi là những điều cấm kỵ, nhiều người trong cộng đồng người tăng cân và ăn uống cho biết họ coi chúng như một lối sống, bản sắc hoặc khuynh hướng tình dục. Đối với một số người, cơ thể mập mạp có thể gợi lên cảm giác về sự ấm áp, an toàn, thoải mái, hoặc sự sung túc, gợi nhớ đến hình ảnh mẹ hoặc sự chăm sóc nựng. Trong một xã hội thường đề cao sự gầy gò, việc bị hấp dẫn bởi thân hình mập mạp có thể là một hình thức phản kháng lại các chuẩn mực vẻ đẹp truyền thống. Đối với những người có thân hình mập mạp, việc được một người có chứng cuồng mập hấp dẫn có thể mang lại cảm giác được chấp nhận và yêu thương về cơ thể của mình. Chủ nghĩa vỗ béo được truyền thông mô tả như một điều cấm kỵ hoặc một sở thích lập dị đặc biệt. Những mô tả tiêu cực trên phương tiện truyền thông bao gồm một bộ phim có tựa đề  Feed (vỗ béo) công chiếu vào năm 2005, một ví dụ về chủ nghĩa ăn uống không có sự đồng thuận. Nghiên cứu đã chỉ ra rằng phần lớn các mối quan hệ theo chủ nghĩa ăn uống đều hoàn toàn tự nguyện và việc bất động, nằm liệt giường chủ yếu được giữ như một ảo tưởng đối với những người tham gia. 